# Clibanaris
|  | No s'ha de confondre amb Clibanarius (gènere). |

Els Clibanarii (en llatí clibanarii, en grec κλιβανοφόροι Klibanoforoi, "els que porten forns", de la paraula grega κλίβανος klibanos que significa "forn de campament", i potser es deia en sentit irònic) eren una unitat militar de cavalleria pesant originàriament d'origen persa què fou també utilitzada per l'Imperi Romà i pel Romà d'Orient molt semblants a les catafractes, de fet, alguns historiadors diuen què eren una variant d'aquestes. Els clibanarii anaven fortament blindats, tant el genet com la muntura duien una armadura pesant.
Els Clibanarii van ser unitats militars utilitzades sobretot pels exèrcits orientals. En va usar l'Imperi de Palmira contra la cavalleria romana a les batalles dirigides per la reina Zenòbia. Va ser l'última unitat de cavalleria sassànida pesant, utilitzada en especial contra l'Imperi Romà d'Orient i estava millor equipada que la dels romans d'Orient. La cavalleria de Clibanarii de Sapor II la descriu l'historiador grec Ammià Marcel·lí quan era un oficial romà que servia a l'exèrcit de Constanci II a la Gàl·lia i a Pèrsia i que va lluitar contra ells a les ordres de Julià l'Apòstata. També descriu aquesta unitat militar la Notitia Dignitatum.